# Joseph Alston
Joseph Alston, född 1779 i Georgetown County i South Carolina, död 19 september 1816 i Charleston i South Carolina, var en amerikansk politiker (demokrat-republikan). Han var South Carolinas guvernör 1812–1814.
Alston studerade vid College of New Jersey (numera Princeton University). Han gifte sig med Aaron Burrs dotter Theodosia.
Alston var ledamot av South Carolinas representanthus 1802–1803 och 1805–1812.
Alston efterträdde 1812 Henry Middleton som South Carolinas guvernör och efterträddes 1814 av David Rogerson Williams. Alston avled 1816 och gravsattes på en familjekyrkogård i South Carolina.